# Palacio de Tajbeg
El Palacio de Tajbeg o el Palacio de Tapa-e-Tajbeg es un palacio construido en 1920 y situado a unas diez millas (16 kilómetros) del centro de Kabul, Afganistán. La mansión se asienta sobre una loma entre las colinas donde la familia real afgana una vez practicó la caza e hizo picnics. No debe ser confundido con el Palacio Darul Aman, la residencia oficial, que esta aproximadamente a 0,8 millas (1,3 km) al noreste de Tajbeg. Construido durante el reinado de Amanulá Khan, este palacio era el lugar de descanso de la familia real. Arquitectos europeos fueron contratados por la corte real para construir en la zona un nuevo barrio de estilo europeo llamado "Darulaman", del cual el palacio Taj-Beg era uno de los monumentos más impresionantes.
Durante la guerra soviética en Afganistán sirvió como la sede del 40.º Ejército soviético. El palacio ha resultado severamente dañado por el cuarto de siglo de violencia que se apoderó del país en las últimas décadas del siglo XX y primera del XXI. El gobierno afgano, en conjunto con el gobierno alemán, ha elaborado planes de renovación del palacio para uso oficial. Actualmente se encuentra en proceso de restauración.